# Município de Meigsville (condado de Morgan, Ohio)
O município de Meigsville (em inglês: Meigsville Township) é um município localizado no condado de Morgan no estado estadounidense de Ohio. No ano de 2010 tinha uma população de 895 habitantes e uma densidade populacional de 11,02 pessoas por km².

## Geografia
O município de Meigsville encontra-se localizado nas coordenadas 39° 38′ 15″ N, 81° 45′ 27″ O. Segundo o Departamento do Censo dos Estados Unidos, o município tem uma superfície total de 81.22 km², da qual 80,61 km² correspondem a terra firme e (0,75 %) 0,61 km² é água.

## Demografia
Segundo o censo de 2010, tinha 895 pessoas residindo no município de Meigsville. A densidade populacional era de 11,02 hab./km². Dos 895 habitantes, o município de Meigsville estava composto pelo 97,77 % brancos, o 0,78 % eram afroamericanos, o 0,34 % eram amerindios, o 0,22 % eram de outras raças e o 0,89 % eram de uma mistura de raças. Do total da população o 0,22 % eram hispanos ou latinos de qualquer raça.